# 1994年冬季残疾人奥林匹克运动会德国代表团
1994年冬季残疾人奥林匹克运动会德国代表团是德国派出的1994年冬季残疾人奥林匹克运动会代表团。获得25枚金牌、21枚银牌和18枚铜牌。